# 克尼亞熱瓦茨
克尼亞熱瓦茨（Knjaževac）是塞爾維亞的一座城市。位於塞爾維亞的東部。克尼亞熱瓦茨緊鄰保加利亞。全市的人口有30,902人。

## 外部連結
- Official website （页面存档备份，存于）

1. ↑  . Statistical Office of Serbia.   [2010-11-28].
2. ↑   (PDF). Statistical Office of Republic Of Serbia, Belgrade. 2014  [2014-06-27]. ISBN 978-86-6161-109-4.